# آلون بن دور
آلون بن دور (انگلیسی: Alon Ben Dor؛ زادهٔ ۱۸ مارس ۱۹۵۲) بازیکن فوتبال اهل اسرائیل بود.
از باشگاه‌هایی که در آن بازی کرده‌است می‌توان به باشگاه فوتبال هاپوئل اشکلون اشاره کرد.
وی همچنین در تیم ملی فوتبال اسرائیل بازی کرده‌است.